# اندرو ان. لیوریس
اندرو ان. لیوریس (انگلیسی: Andrew N. Liveris؛ زاده ۵ مه ۱۹۵۴) یک مدیر عامل اجرایی است.